# Ernesto Teodoro Moneta
Ernesto Teodoro Moneta (né le 20 septembre 1833 à Milan et mort le 10 février 1918 dans la même ville) est un journaliste pacifiste et un patriote de l'Unité italien. Il est lauréat du prix Nobel de la paix en 1907, ce qui fait de lui le seul italien à avoir reçu ce prix à ce jour.

## Biographie

### Naissance et jeunesse
Ernesto Teodoro Moneta naît au sein d'une famille aristocratique milanaise, les Moneta, qui sont notamment directeur de la Zecca de Milan et descendants de Oldrado de Monetariis, noble ayant participé à la Première croisade en 1096. Il est ainsi le fils de Carlo Aurelio Moneta (né 1788 à Robecco sul Naviglio) et Giuseppina Muzio. Son père lui lègue d'ailleurs une solide position financière héritée de son grand-père, Giuseppe Moneta, qui fut parmi les premiers industriels producteurs de savon et de soude caustique dans l'Italie moderne.
Ernesto Teodoro est élevé dans deux villas de campagne que sa famille possédait à Missaglia, où il est éduqué par un précepteur, mais il ne cède cependant pas à la tentation d'une vie tranquille d'aristocrate.
Dès sa jeunesse, il est influencé par son expérience dans le combat contre la domination autrichienne (qui contrôle alors une part importante du nord de l'Italie) et en 1848, âgé de 15 ans, il participe ainsi aux barricades des Cinq journées de Milan. Il aurait également été membre de la franc-maçonnerie, organisation qui à l'époque joue justement un rôle important dans la promotion des idées libérales en Italie.
Au début des années 1850, il fait des études politico-juridiques auprès de l'Université de Pavie, qu'il abandonne cependant assez rapidement pour se dédier à la lutte pour l'Unité d'Italie (le pays est alors divisé en de nombreux royaumes souvent sous influence étrangère).

### Carrière de journaliste pacifiste
- Directeur du journal milanais « Il Secolo »,
- Fondateur en 1891 de la Fondation « Società per la Pace e la Giustizia internazionale » à Milan.

## Descendance
Le 2 décembre 1875, il épouse Ersilia Caglio (1845-1899), fille de Luigi Caglio. Ensemble, ils ont deux enfants qui, à partir de 1893, sont autorisés à changer leur nom de famille en Moneta Caglio :
- Luigi Moneta Caglio (16 décembre 1876, Milan - 1945), marié en 1902 à Augusta Rosetti et père de deux enfants.
- Emilio Moneta Caglio (né le 20 août 1878), marié à Antonietta Bruni et père de cinq enfants.